# Pierre Barros
Pierre Barros, né le 15 octobre 1972 à Senlis, est un architecte et homme politique français. Il est sénateur du Val-d'Oise depuis 2023.

## Biographie
Pierre Barros est né le 15 octobre 1972 à Senlis.
Ébéniste de formation, puis architecte, Pierre Barros est élu en 2007 maire apparenté communiste de Fosses, une petite commune du Val-d’Oise. Il a notamment obtenu la création d'un centre municipal de santé et permis de repenser l’urbanisme de la ville afin que celle-ci n’empiète pas sur les terres cultivées.
Il est élu sénateur du Val-d'Oise en 2023 et rejoint le groupe communiste, républicain,  citoyen et écologiste – Kanaky.

## Synthèse des résultats électoraux

### Élections sénatoriales
Les résultats ci-dessous concernent uniquement les élections où il est tête de liste.
| Année | Liste       | Liste | Département | Voix  | %    | Rang  | Sièges |
| ----- | ----------- | ----- | ----------- | ----- | ---- | ----- | ------ |
| 2017  |             | PCF   | Val-d'Oise  | 155   | 7,32 | 6e    | 0 / 5  |
| 2023  | PCF-LFI-G·s | 262   | Val-d'Oise  | 11,58 | 4e   | 1 / 5 |        |